# NGC 3225
NGC 3225 (również PGC 30569 lub UGC 5631) – galaktyka spiralna (Sc), znajdująca się w gwiazdozbiorze Wielkiej Niedźwiedzicy. Odkrył ją William Herschel 8 kwietnia 1793 roku.